# Storbydrømme
Storbydrømme (eng. titel:Jersey Girl)er en film fra 2004 skrevet og instrueret af Kevin Smith. Med et budget på $35 millioner er det Smiths største produktion til dato. Filmen styrtede imidlertid både hos kritikere og publikum, og måtte have hjælp af DVD-salget for at tjene hele budgettet ind. Den blev nomineret til tre priser i Den 25. Razzie-Uddeling. Dette er Smiths første film uden for sit fiktive univers «View Askewinverse», som har sammenbundet alle hans andre film. Meget af kritikken mod filmen er blevet lagt på Jennifer Lopez og Ben Affleck, og al den negative kritik de havde fået efter kalkunen Gigli.

## Handling
Oliver "Ollie" Trinké (Ben Affleck) er en magtfuld mediepublicist i New York City, der mister sin kone, Gertrude (Jennifer Lopez), i forbindelse med hendes fødsel. For at undgå hans sorg, begraver Ollie sig i sit arbejde og ignorerer hans nye datter, Gertie, mens hans far, Bart (George Carlin), tager 30 sygedage i træk for at tage sig af hende.

## Indspilning
Filmen fik et tilpas højt budget, efter at Ben Affleck krævede at få betalt det samme for denne film, som han ville have fået for en anden film. Affleck havde tidligere skåret sit honorar ned for Miramax Films, siden han var en af familien og havde slået igennem der. Men han følte at Miramax, og Harvey Weinstein i særdeleshed, udnyttede skuespillerene på den måde. I tillæg erstattede Lopez den billigere Joey Lauren Adams, eftersom Smith mente filmen ville blive for meget som Mallrats hvis Adams og Affleck skulle spille par. 
De fleste af scenerne Affleck og Lopez delte blev klippet fra filmen, siden man ville nedtone Gigli-forbindelsen. Filmen blev også udsat fra efteråret 2003 til foråret 2004, og alle billeder af Lopez blev fjernet fra trailere og andet promoveringsmateriale.
Jason Mewes havde fået rollen som Arthur Bankmann, men måtte give rollen fra sig til Jason Biggs på grund af sine misbrugsproblemer.
Smith havde denne gang den Oscarbelønnede filmfotograf Vilmos Zsigmond med sig, og så frem til at arbejde med ham. Hans tidligere film er ofte blevet kritiseret for den stilistiske filmning. Men Smith har udtalt at han hellere vil arbejde med folk han kender, siden Zsigmond var med på at ødelægge stemningen på settet.

## Roller
- Ben Affleck – Ollie Trinke
- Jennifer Lopez – Gertrude Steiney
- Liv Tyler – Maya
- Raquel Castro – Gertie Trinke
- George Carlin – Bart Trinke
- Stephen Root – Greenie
- Jason Biggs – Arthur Brickman
- Will Smith – Sigselv
- Jason Lee – PR Exec. 1
- Matt Damon – PR Exec. 2

## Eksterne Henvisninger
- Jersey Girl på Internet Movie Database (engelsk)
- Jersey Girl på Filmdatabasen
- Jersey Girl på Scope
- Jersey Girl i Svensk Filmdatabas (svensk)
- Jersey Girl i Svensk mediedatabas (svensk)
- Jersey Girl på AlloCiné (fransk)
- Jersey Girl på MovieMeter (nederlandsk)
- Jersey Girl på AllMovie (engelsk)
- Jersey Girl hos American Film Institute (engelsk)
- Jersey Girl på Turner Classic Movies (engelsk)